# Lovedrive
| 전문가 평가       | 전문가 평가 |
| 평가 점수         | 평가 점수   |
| 출처              | 점수        |
| ----------------- | ----------- |
| AllMusic          | [ 1 ]       |
| Forces Parallèles | [ 2 ]       |
| Classic Rock      | [ 3 ]       |

《Lovedrive》는 1979년 1월 15일에 발매된 독일의 록 밴드 스콜피언스의 여섯 번째 스튜디오 음반이다. 일부 비평가들은 《Lovedrive》가 그들의 경력의 정점이라고 여겼으며, 후에 다음 몇 개의 음반에 걸쳐 발전될 그들의 "고전적인 스타일"을 보여주면서 밴드의 사운드가 크게 진화한 것이었다. 《Lovedrive》는 멜로디 발라드와 결합된 하드 록 곡의 "스콜피언스 공식"을 강화했다.
《Lovedrive》는 밴드가 RCA에서 탈퇴한 후 유럽에서 하비스트 레코드와 미국과 캐나다의 머큐리 레코드에 의해 발매된 첫 음반이다. 그것은 그들의 이전 다섯장의 음반 중 어느 것도 움푹 들어간 적이 없었던 빌보드 200에서 55위에 오르는 등 주요한 상업적 돌파구가 되었다. 미국 음반 산업 협회는 1986년 5월 28일 이 레코드를 골드로 인증했으며, 이 음반은 또한 스콜피언스 음반이 최초로 차트 36위에 오른 영국에서 획기적인 발전을 증명했다.
《Lovedrive》는 IGN의 2007년 상위 25개 메탈 음반 목록에서 25위에 올랐다.
대한민국에서는 멜로디 발라드 곡인 〈Always Somewhere〉와 〈Holiday〉가 히트하였다.

## 커버 아트
커버 아트에는 잘 차려입은 남녀가 차 뒷좌석에 앉아 있고, 여자의 오른쪽 가슴이 노출되어 있으며 남자의 손에 풍선껌이 붙어 늘어진 모습이 그려져 있었다. 뒷면 커버에는 같은 남녀지만 밴드의 사진을 들고 있었고, 여자의 왼쪽 가슴이 껌 없이 완전히 노출되어 있었다. 그것은 디자인 회사 힙노시스의 스톰 소거슨에 의해 만들어졌다. 이 음반은 미국에서 발매되자 논란을 일으켰으며, 대한민국에서도 선정성을 이유로 검열되었다. 후에 미국과 대한민국에서 발매된 이 음반은 검은 바탕에 푸른 전갈이 있는 단순한 디자인을 담고 있다. 원래 검열되지 않은 삽화가 리마스터 시리즈를 위해 복원되었다.
소거슨은 오리지널 커버 사진을 떠올리며 "당신이 본 것 중 가장 정확한 장면은 아닙니다. 웃긴 줄 알았는데, 여자들은 지금 그 속으로 다른 변곡문을 읽어 들이고 있어요."
2010년 인터뷰에서, 가수 클라우스 마이네은 음반에 대해 "우리는 그것이 미국에서 문제가 될 줄 몰랐을 뿐이며, (이건) 단지 섹스와 로큰롤일 뿐입니다. 미국에서 이 커버들 중 몇 개가 문제였다는 게 참 이상합니다. 왜냐하면 80년대에 우리가 이곳을 순회할 때, 우리는 어디에서도, 여기서도, 항상 무대 앞에서 가슴을 번쩍였기 때문입니다. 우리는 단지 미국에서 《Lovedrive》와 같은 음반을 내놓는 것이 문제가 되지 않을 것이라고 생각했어요."

## 곡 목록
| #  | 제목                          | 작사·작곡                                   | 재생 시간 |
| -- | ----------------------------- | ------------------------------------------- | --------- |
| 1. | 〈Loving You Sunday Morning〉 | 클라우스 마이네, 헤르만 레어벨, 루돌프 쉥커 | 5:36      |
| 2. | 〈Another Piece of Meat〉     | R. 쉥커, 레어벨                             | 3:30      |
| 3. | 〈Always Somewhere〉          | 마이네, R. 쉥커                             | 4:56      |
| 4. | 〈Coast to Coast (기악)〉     | 미하엘 쉥커, R. 쉥커                        | 4:42      |

| #  | 제목                        | 작사·작곡                | 재생 시간 |
| -- | --------------------------- | ------------------------ | --------- |
| 5. | 〈Can't Get Enough〉        | 마이네, R. 쉥커          | 2:36      |
| 6. | 〈Is There Anybody There?〉 | 마이네, 레어벨, R. 쉥커  | 3:58      |
| 7. | 〈Lovedrive〉               | 마이네, R. 쉥커          | 4:49      |
| 8. | 〈Holiday〉                 | 마이네, M. 쉥커, R. 쉥커 | 6:32      |

## 인증
| 국가                                                  | 인증    | 판매량/출하량 |
| ----------------------------------------------------- | ------- | ------------- |
| 프랑스 (SNEP)                                         | 2× 골드 | 200,000*      |
| 독일 (BVMI)                                           | 골드    | 250,000^      |
| 미국 (RIAA)                                           | 골드    | 500,000^      |
| *판매량을 기반으로 한 인증 ^출하량을 기반으로 한 인증 |         |               |